# Sòpolis (metge)
Sòpolis (en llatí Sopolis, en grec antic Σώπολις) era un metge grec que va ser el mestre d'Aeci l'impiu a la primera meitat del segle iv.
Una biografia general d'aquest metge apareix a Filostorgi, que li atorga un gran caràcter i diu que no era inferior a cap dels seus contemporanis. També en parla, sense donar-ne el nom, Gregori de Nissa que diu que Aeci es va convertir en servent d'un metge impostor o rodamón (ἀγύρτης), del que va aprendre el seus coneixements mèdics.